# ニュースワイド TODAY
『ニュースワイド TODAY』（ニュースワイドトゥデー）は、1985年9月30日から1988年4月1日までに放送された読売テレビ平日夕方の関西ローカルワイドニュース番組、放送時間は18:00 - 18:30。

後に全国ニュース『NNNライブオンネットワーク』を内包した形になり、18:00 - 18:55の放送に。

## 番組概要
女性フリーアナウンサーの成田万寿美を近畿地方のニュース番組では初のメインキャスターに迎えて番組開始。全国ニュースを内包する形になった1987年10月5日からは、成田に加え、報道局の岡俊太郎がメインキャスターとなる。岡は1982年3月に「きんきTODAY」開始に伴い終了した5時台の「テレトーク10」でもキャスターを担当していた。
1988年4月1日で終了した後、この番組の体裁は4月4日から始まった「NNNニュースプラス1」の関西ローカルパート（1988年度はコーナー=内包=扱い。1989年度に形式上分離して『大阪発プラス1』）に受け継がれ、岡はこの番組でもキャスターを務めた。番組は1990年3月30日で終了。「ニューススクランブル」（初代キャスター・辛坊治郎アナウンサー）に受け継がれる。

## キャスター
- 成田万寿美
- 岡俊太郎

## 放送時間
- 1985年9月30日 - 1987年10月2日 月曜日 - 金曜日 18:00 - 18:30
- 1987年10月5日 - 1988年4月1日 月曜日 - 金曜日 18:00 - 18:55